# Tòa án tối cao Nhật Bản
Tòa án tối cao Nhật Bản (最高裁判所 (Tối cao Tài phán sở) Saikō-Saibansho, 最高裁 Saikō-Sai) là cơ quan xét xử cấp cao nhất của Nhật Bản. Tòa án tối cao có nhiệm vụ giải thích Hiến pháp Nhật Bản và thực hiện quyền giám sát hiến pháp đối với luật, những văn bản pháp luật khác. Trụ sở Tòa án tối cao đặt tại Chiyoda, Tokyo.

## Lịch sử
Tòa án tối cao Nhật Bản được thành lập tại Điều 81 Hiến pháp Nhật Bản vào năm 1947. Trong những năm đầu tiên, Tòa án tối cao tập trung giải thích phạm vi của quyền giám sát hiến pháp của Tòa. Năm 1948, Tòa án tối cao tuyên bố quyền giám sát hiến pháp của Tòa được thực hiện giống với quyền giám sát hiến pháp tại Hoa Kỳ. Năm 1952, Tòa án tối cao xác định quyền giám sát hiến pháp chỉ được áp dụng trong một vụ án cụ thể.
Vào thập niên 60 và 70, Tòa án tối cao trải qua một cuộc "khủng hoảng tư pháp" do xung đột giữa những thẩm phán già, bảo thủ và những thẩm phán trẻ, tiến bộ. Năm 1971, Tòa án tối cao không cho bổ nhiệm lại phó thẩm phán Miyamoto Yasauaki vì đã tham gia những tổ chức cánh tả. "Vụ Miyamoto" được đưa tin rầm rộ trên truyền thông và Tòa án tối cao bị những thẩm phán khác chỉ trích. Tuy chưa có thẩm phán nào không được bổ nhiệm lại kể từ đó nhưng Tòa án tối cao đã được cải tổ theo hướng bảo thủ do nhiều thẩm phán được bổ nhiệm trong số cán bộ lâu năm.

## Nhiệm vụ và quyền hạn
Điều 81 Hiến pháp Nhật Bản quy định Tòa án tối cao là tòa án chung thẩm của Nhật Bản, có thẩm quyền quyết định tính hợp hiến của luật, mệnh lệnh, quy tắc và những văn bản pháp luật khác. Tòa án tối cao có quyền xét xử chung thẩm đối với những vụ án hình sự, dân sự, hành chính. Vì không thể từ chối thụ lý vụ án nên phần lớn công việc của Tòa án tối cao là xét xử chung thẩm vụ án của những tòa án cấp dưới.
Tòa án tối cao có nhiệm vụ quản lý các tòa án về tổ chức, ngân sách và biên chế. Chánh án Tòa án tối cao có nhiều quyền hạn về nhân sự tư pháp thông qua Ban Thư ký chung, bao gồm quyền quyết định luân chuyển, điều động, biệt phái thẩm phán. Viện Nghiên cứu và Đào tạo tư pháp thuộc Tòa án tối cao có nhiệm vụ đào tạo luật sư, công tố viên, thẩm phán đã đậu kỳ thi hành nghề luật quốc gia.

### Quyền giám sát hiến pháp
Tuy có quyền tuyên bố luật là vi hiến nhưng Tòa án tối cao rất hiếm khi thực hiện quyền hạn này. Trong sáu thập kỷ đầu, Tòa án tối cao đã tuyên bố hủy bỏ chỉ tám đạo luật trong khi Tòa án Hiến pháp Liên bang Đức đã hủy bỏ hơn 600 đạo luật, Tòa án tối cao Hoa Kỳ đã hủy bỏ hơn 900 đạo luật trong cùng khoảng thời gian.:1426 Ngoài ra, đã có ít nhất một trường hợp luật vi phạm hiến pháp nhưng chính quyền từ chối thi hành quyết định của Tòa án tối cao.:1427
Nhiều lý do, quan điểm đã được đưa ra về tình trạng này. Một quan điểm tiêu cực là thẩm phán Tòa án tối cao chịu sự ảnh hưởng của Đảng Dân chủ Tự do và sẽ không hủy bỏ luật được Quốc hội thông qua nhằm duy trì mối quan hệ lành mạnh với Bộ Tư pháp và những bộ ngành khác. Có ý kiến cho rằng bộ máy nhà nước Nhật Bản là bảo thủ và sẽ không đề bạt thẩm phán có tư tưởng tiến bộ vào Tòa án tối cao. Về mặt lịch sử, có thể lập luận rằng ngành tư pháp Nhật Bản chịu sự ảnh hưởng của một truyền thống luật học Đức không cho phép tòa án hủy bỏ luật vi hiến, được phản ánh trong Hiến pháp Đế quốc Nhật Bản, tạo thành một tiền lệ không can thiệp vào những vụ án nhạy cảm nhằm bảo đảm tính độc lập tư pháp.
Một quan điểm tích cực hơn là Cục Pháp chế Nội các đã xem xét kĩ lưỡng dự luật của chính phủ trước khi Quốc hội thông qua, cho nên Tòa án tối cao không cần phải thường xuyên hủy bỏ luật của Quốc hội vì lý do vi hiến. Cục Pháp chế Nội các gồm những cán bộ cấp cao và một vài thẩm phán, đã có thẩm phán được bổ nhiệm vào Tòa án tối cao.

## Thành phần

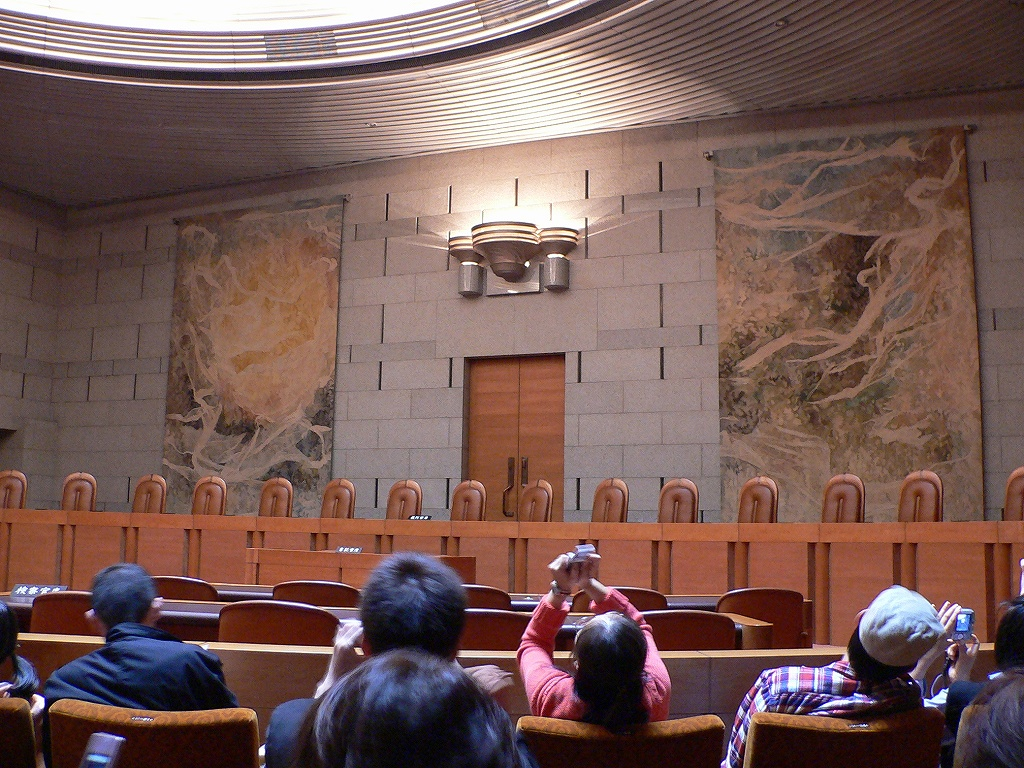
Phòng Ủy ban toàn thể

Tòa án tối cao gồm một chánh án và 14 thẩm phán. Thẩm phán Tòa án tối cao được chia thành ba Tiểu ban có nhiệm vụ xét xử chung thẩm hầu hết các vụ án. Trong trường hợp giải thích hiến pháp thì Tòa án tối cao họp thành Ủy ban toàn thể gồm tất cả 15 thẩm phán để xem xét mà phải có ít nhất chín thẩm phán tham gia xét xử.
Thẩm phán Tòa án tối cao do Nội các bổ nhiệm. Chánh án do Thiên hoàng bổ nhiệm theo sự đề cử của Nội các. Thẩm phán Tòa án tối cao phải đủ 40 tuổi trở lên và am hiểu pháp luật. Tại cuộc bầu cử Chúng nghị viện đầu tiên sau khi một thẩm phán được bổ nhiệm sẽ tổ chức trưng cầu ý dân về lưu nhiệm, thẩm phán bị bãi nhiệm trong trường hợp đa số cử tri bỏ phiếu không tán thành. Chưa có thẩm phán Tòa án tối cao nào bị bãi nhiệm theo thể thức này. Ngoài ra, Hiến pháp Nhật bản quy định cứ mười năm thì tổ chức trưng cầu ý dân về lưu nhiệm nhưng hầu hết các thẩm phán được bổ nhiệm khi đã ít nhất 60 tuổi trở lên và phải nghỉ hưu vào 70 tuổi.
Một quy tắc bất thành văn trong việc bổ nhiệm thẩm phán Tòa án tối cao là phải phân bổ đồng đều giữa những ngành nghề luật khác nhau: thẩm phán, luật sư, công tố viên, giáo sư và công chức.

## Trụ sở

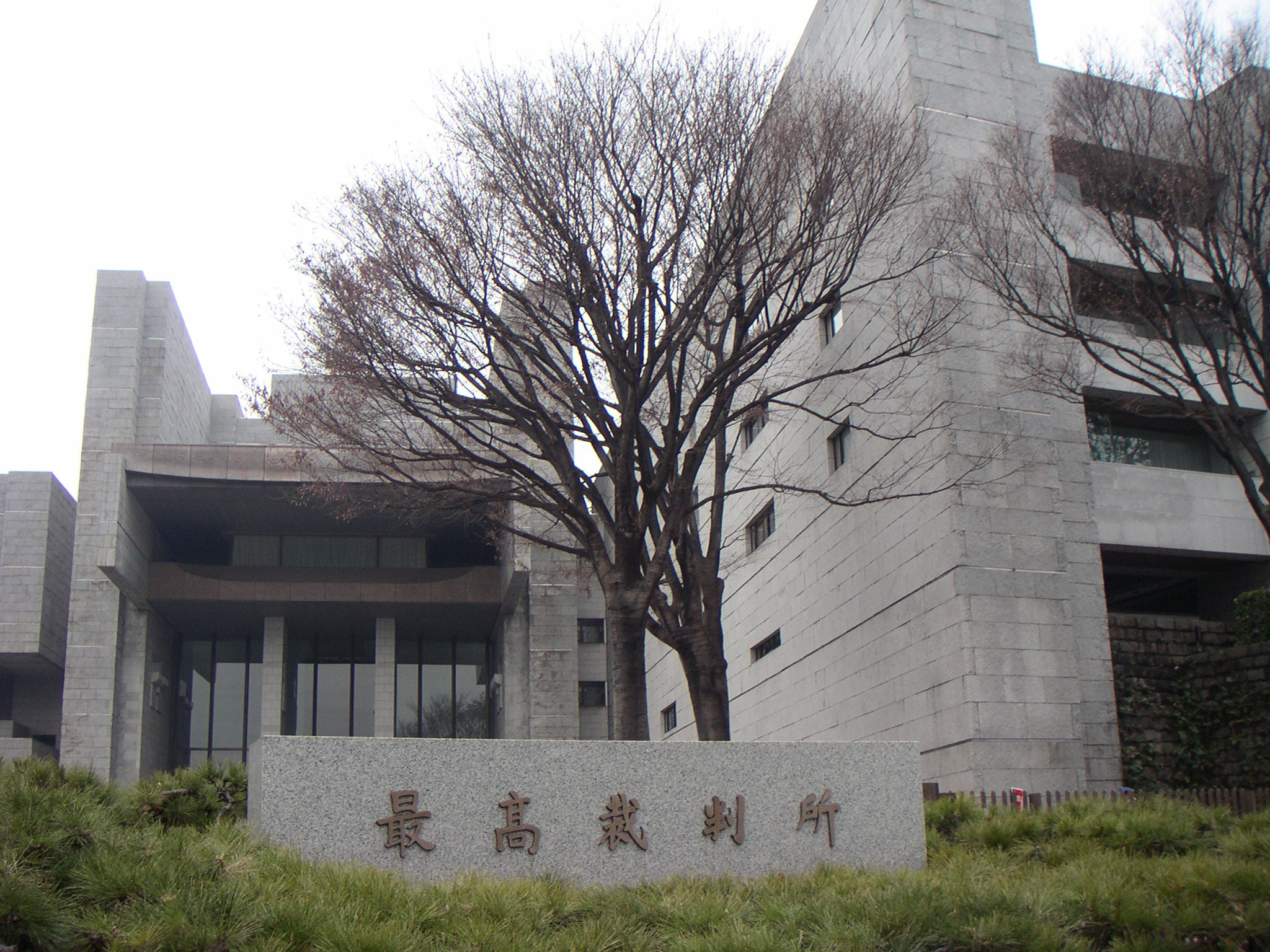
Trụ sở Tòa án tối cao

Tòa án tối cao họp lần đầu tiên vào tháng 5 năm 1947 tại nơi làm việc của Viện cơ mật trong Hoàng cung Tokyo. Tháng 9 năm 1947, Tòa án tối cao dời về trụ sở Tòa án địa phương Tokyo. Kế hoạch ban đầu là Tòa án tối cao sẽ đặt trụ sở tại tòa nhà Đại thẩm viện, là cơ quan xét xử cấp cao nhất của Đế quốc Nhật Bản nhưng tòa nhà bị phá hủy trong Chiến tranh thế giới thứ hai mà phải đến tháng 10 năm 1949 mới được xây dựng lại. Tòa án tối cao sử dụng trụ sở cũ của Đại thẩm viện trong 25 năm.
Năm 1964, chính quyền tổ chức cuộc thi thiết kế trụ sở mới của Tòa án tối cao. Trong số 217 bài dự thi, thiết kế của một tập thể 17 người bao gồm kiến trúc sư Okada Shinichi được chọn. Tòa nhà được khởi công vào năm 1971 và khánh thành vào năm 1974. Trụ sở Tòa án tối cao hiện tại nằm ở Chiyoda, Tokyo. Vật liệu xây dựng là bê tông cốt thép và sử dụng đá granit trắng giống như trụ sở Đại thẩm viện. Tòa nhà gồm năm tầng trên mặt đất và hai tầng hầm.

## Danh sách thẩm phán Tòa án tối cao
Những thẩm phán Tòa án tối cao đương nhiệm gồm:
| Chức danh | Họ tên            | Ngày sinh         | Đại học              | Lý lịch                          | Chức vụ trước                                     |
| --------- | ----------------- | ----------------- | -------------------- | -------------------------------- | ------------------------------------------------- |
| Chánh án  | Tokura Saburō     | 11 tháng 8, 1954  | Đại học Hitotsubashi | Thẩm phán                        | Thẩm phán Tòa án tối cao                          |
| Thẩm phán | Yamaguchi Atsushi | 6 tháng 11, 1953  | Đại học Tokyo        | Giáo sư, Luật sư                 | Thành viên Hiệp hội Luật sư Tokyo I               |
| Thẩm phán | Ojima Akira       | 1 tháng 9, 1958   | Đại học Tokyo        | Thẩm phán                        | Chánh án Tòa án cấp cao Osaka                     |
| Thẩm phán | Uga Katsuya       | 21 tháng 7, 1955  | Đại học Tokyo        | Thẩm phán, Giáo sư               | Giáo sư Đại học Tokyo                             |
| Thẩm phán | Nagamine Yasumasa | 16 tháng 8, 1954  | Đại học Tokyo        | Nhà ngoại giao                   | Đại sứ Nhật Bản tại Anh                           |
| Thẩm phán | Saburo Tokura     | 11 tháng 8, 1954  | Đại học Tokyo        | Thẩm phán                        | Nguyên Chánh án                                   |
| Thẩm phán | Miura Mamoru      | 23 tháng 10, 1956 | Đại học Tokyo        | Công tố viên                     | Viện kiểm sát cấp cao Osaka                       |
| Thẩm phán | Kusano Koichi     | 22 tháng 3, 1955  | Đại học Tokyo        | Luật sư                          | Cổ đông quản lý của Nishimura & Asahi             |
| Thẩm phán | Yasunami Ryōsuke  | 19 tháng 4, 1957  | Đại học Tokyo        | Thẩm phán                        | Chánh án Tòa án cấp cao Osaka                     |
| Thẩm phán | Hayashi Michiharu | 31 tháng 8, 1957  | Đại học Tokyo        | Thẩm phán                        | Chánh án Tòa án cấp cao Tokyo                     |
| Thẩm phán | Oka Masaki        | 2 tháng 2, 1956   | Đại học Tokyo        | Luật sư                          | Giám đốc ngoại bộ Ngân hàng Sumitomo Mitsui       |
| Thẩm phán | Miyama Takuya     | 2 tháng 9, 1954   | Đại học Tokyo        | Thẩm phán                        | Chánh án Tòa án cấp cao Tokyo                     |
| Thẩm phán | Sakai Toru        | 17 tháng 7, 1958  | Đại học Tokyo        | Công tố viên                     | Công tố viên giám sát Viện kiểm sát cấp cao Tokyo |
| Thẩm phán | Okamura Kazumi    | 23 tháng 12, 1957 | Đại học Waseda       | Công chức, Luật sư, Công tố viên | Thành viên Cục Bảo vệ người tiêu dùng             |
| Thẩm phán | Watanabe Eriko    | 27 tháng 12, 1958 | Đại học Tohoku       | Luật sư, Giáo sư                 | Giám khảo Ủy ban Khảo thí luật quốc gia           |